# Західний Гайлендс
Західний Гайлендс (англ. Western Highlands, ток-пісін Westen Hailans) — провінція Папуа Нової Гвінеї. Адміністративний центр — Маунт-Гаґен (46 256 осіб — дані за 2013 рік).

## Історія
У липні 2009 року був виданий закон про територіально-адміністративну реформу, яка була впроваджена 17 травня 2012 року. Створено дві нові провінції. Від Західного Гайлендса відокремлено такі райони як Джимі, Вагі та Камбія. Таким чином утворено нову провінцію Дживака.

## Географія
Одна з найгустонаселеніших провінцій. Адміністративний центр провінції — Маунт-Гаґен є найбільшим містом провінції. Площа провінції становить 4299 км² (20-те місце). Найвища точка провінції — гора Вільгельм (4509 м), яка розташована на північному сході провінції, на стику з провінціями Сімбу та Маданг. На заході провінції, на кордоні з провінцією Енга розташований вулкан Гаґен (3778 м), а в південно-західній частині, на кордоні з провінцією Південний Гайлендс — розташовані схили вулкана Гілуве (4367 м).
У західній частині провінції вирощують чай та каву. Найвища гора Папуа-Нової Гвінеї, Вільгельм, знаходиться на території провінції Західний Гайлендс.

## Населення
За результатами перепису населення у 2000 році чисельність жителів становила 254 227 осіб, що відповідало 8-му місцю серед провінцій країни. За переписом 2011 року населення провінції становило 362 850 осіб, що відповідало 9-му місцю серед всіх провінцій країни.
| 1980    | 1990     | 2000     | 2011     |
| ------- | -------- | -------- | -------- |
| 265 656 | ▲336 178 | ▼254 227 | ▲362 850 |

## Адміністративний поділ
Провінція поділяється на п'ять районів:
- Дей
- Компіам
- Маунт-Гаґен
- Мул-Байєр
- Тамбул-Небілир